# Isak Westlund
Isak Olof Westlund (i riksdagen kallad Westlund i Kvarsätt), född 21 april 1867 i Selånger, Västernorrlands län, död där 8 mars 1945, var en svensk lantbrukare och politiker (liberal).
Isak Westlund, som kom från en bondesläkt, var lantbrukare i Kvarsätt i Selånger, där han också var kommunalnämndens ordförande. Han var också ledamot i Västernorrlands läns landsting 1909–1927.
Han var riksdagsledamot i andra kammaren 1912–1914 för Medelpads valkrets och tillhörde Frisinnade landsföreningens riksdagsgrupp Liberala samlingspartiet. Han var bland annat ledamot i andra kammarens fjärde tillfälliga utskott 1912–1914. Som riksdagsman engagerade han sig särskilt i landsbygdsfrågor och skrev två egna motioner en om rätt att för husbehov tillgodogöra sig vatten på annans mark samt om bidrag till utflyttningskostnad vid hemmansklyvning.